# Vattenveronika
Vattenveronika (Veronica anagallis-aquatica) är en växtart i familjen grobladsväxter. 